# Bosco Difesa Grande
Il bosco Difesa Grande è un'area naturale protetta della Puglia, situato 6 km a sud del comune di Gravina in Puglia, nel territorio delle Murge.

## Descrizione
L'area protetta si estende su una superficie di 5 268 ettari tutelati sotto il regime di sito di interesse comunitario (SIC, codice IT9120008) della rete Natura 2000. Nel 2015 il sito è stato inoltre designato come zona speciale di conservazione (ZSC).
L'area del sito appartiene alla regione biogeografica mediterranea e alla tipologia dei siti a dominanza di pseudo-steppa mediterranea di collina ed è caratterizzata da tre habitat di interesse comunitario in base alla direttiva Habitat 92/43/CEE:
- Percorsi substeppici di graminacee e piante annue dei Thero-Brachypodietea, habitat prioritario[8];
- Matorral arborescenti di Juniperus spp.[9][10];
- Stagni temporanei mediterranei[11][12].

Morfologicamente l'area occupa il medio bacino idrografico del fiume Bradano ed è delimitata dal fiume Basentello a ovest e dal torrente Gravina a est, entrambi affluenti del Bradano; si sviluppa su un'altitudine compresa tra i 245 ed i 466 m s.l.m..
Il tipo di bioclima è submediterraneo, tipico della fascia della roverella. Le aree circostanti al bosco sono costituite da calanchi argillosi di origine plio-pleistocenica. Geologicamente l'area consiste in uno spessore di sabbia e conglomerati pleistocenici risalenti alla fine del quaternario tra cui si distinguono le formazioni dei conglomerati d'Irsina e delle sabbie dello Staturo, supportanti le sabbie di Monte Marano e le argille di Gravina. 
All'interno dell'area, nella parte nord‐occidentale del bosco, è presente una struttura militare, adibita a base missilistica ai tempi della guerra fredda e attualmente in disuso.

### Flora
L'area protetta racchiude, oltre agli habitat più ricchi di praterie, anche un bosco di 1 890 ettari, rimanenza della foresta mesofita che ricopriva gran parte dell'intera Puglia.
Nel bosco, che rappresenta una delle maggiori concentrazioni di querce autoctone d’Italia, abbondano la roverella (Quercus pubescens), il cerro (Quercus cerris) e il farnetto (Quercus frainetto); questi ultimi due sono spesso presenti in boschi che nel bosco Difesa Grande rappresentano la maggior estensione in Italia meridionale.
Della totalità della superficie boschiva, circa 350 ettari sono costituiti da un rimboschimento a conifere con pino (Pinus halepensis) predominante e cipressi (Cupressus sempervirens e Cupressus arizonica).
Oltre questi nella zona vi si trovano anche l'orniello (Fraxinus ornus), la carpinella (Carpinus orientalis), l'olmo campestre (Ulmus minor), l'acero minore (Acer monspessulanum) e l'acero campestre (Acer campestre). Tra le specie arbustive o arboree che più frequentemente si rinvengono sono, a seconda delle zone, il sorbo (Sorbus domestica), il corniolo (Cornus mas), il biancospino (Crataegus monogyna), il ligustro (Ligustrum vulgare), il perazzo (Pyrus amygdaliformis), la fillirea (Phillyrea angustifolia e Phillyrea latifolia), il ginepro rosso (Juniperus oxycedrus), la ginestra (Spartium junceum). Il sottobosco è costituito in prevalenza da lentisco (Pistacia lentiscus), pungitopo (Ruscus aculeatus), smilace (Smilax aspera) e cisto (Cistus salvifolius e Cistus incanus). Una menzione particolare va fatta per il lino delle fate piumoso (Stipa austroitalica), specie endemica delle Murge e tutelata ai sensi della direttiva 92/43/CEE "Habitat".
Gli acquitrini e le zone umide ospitano invece il finocchio acquatico (Oenanthe pimpinelloides), il giunco tenace (Juncus inflexus), il ginestrino sottile (Lotus angustissimus), la beckmannia (Beckmannia eruciformis), i cappellini di Salamanca (Agrostis salmantica), la gaudinia fragile (Gaudinia fragilis) e la fienarola comune (Poa trivialis).

### Fauna
In una zona fortemente esposta all'impatto antropico si segnalano tuttavia diverse specie faunistiche. Tra le specie più comuni vi sono rettili come il ramarro (Lacerta viridis), il più grande sauro europeo, il colubro liscio (Coronella austriaca) e la tartaruga di terra (Testudo hermanni).
Più popolosa è la fauna ornitica in buona parte nidificante nell'area, di cui molte specie sono inserite nelle normative e liste rosse di salvaguardia; tra gli uccelli si osservano il cuculo (Cuculus canorus), il barbagianni (Tyto alba), il nibbio reale (Milvus milvus) e il nibbio bruno (Milvus migrans), la poiana (Buteo buteo), l'assiolo (Otus scops), l'upupa (Upupa epops), il gufo comune (Asio otus) e quello reale (Bubo bubo), l'allocco (Strix aluco), il merlo (Turdus merula), la capinera (Sylvia atricapilla), lo sparviere (Accipiter nisus), la calandra (Melanocorypha calandra), la ghiandaia (Coracias garrulus), il calandro (Anthus campestris), l'averla minore (Lanius minor), l'allodola (Alauda arvensis), oltre ad ospitare la più grande popolazione italiana del grillaio (Falco naumanni).
Tra i mammiferi ricordiamo il cinghiale (Sus scrofa), la volpe (Vulpes vulpes), la lepre (Lepus europaeus), la donnola (Mustela nivalis), il tasso (Meles meles), la puzzola (Mustela putorius), l'istrice (Hystrix cristata), la faina (Martes foina), ed il sempre più raro gatto selvatico (Felis silvestris silvestris), mentre recentemente si osservano sempre più frequentemente lupi (Canis lupus). Oltre i rettili già riportati sono diffusi: il biacco (Coluber viridiflavus), il cervone (Elaphe quatuorlineata), il colubro di Esculapio (Zamenis longissimus), la vipera aspide (Vipera aspis), la natrice dal collare (Natrix natrix), la luscengola (Chalcides chalcides) e il geco (Tarentola mauritanica); mentre tra gli anfibi si citano il rospo comune (Bufo bufo) e quello smeraldino (Bufotes viridis), il tritone italico (Lissotriton italicus) e il tritone crestato (Triturus cristatus) e l'ululone (Bombina pachypus).

## Storia
Il bosco è sempre stato utilizzato come fonte di approvvigionamento di legname per la comunità locale. Noto in epoca normanna col nome di "Selva" o "Foresta", durante il XVII secolo il bosco era già denominato "Difesa Grande" quando venne ceduto dal Regio Demanio all'Universitas (termine con il quale si indicava il comune) di Gravina. Il termine "Difesa" forse faceva riferimento al concetto di proibizione e poteva anche indicare una zona sottoposta a particolari divieti di utilizzo da parte della popolazione. Probabilmente la popolazione locale aveva solo diritto di approvvigionamento di legname e di raccolta delle ghiande.
Il bosco inoltre aveva un'importante funzione per la pastorizia locale, in quanto fonte di pascolo nelle radure e ricovero per il bestiame, come testimoniato dalle numerose costruzioni per il riparo degli animali presenti nell'area (i cosiddetti jazzi).
La storia recente del bosco “Difesa Grande” è stata tuttavia caratterizzata, negli ultimi decenni, da una serie di incendi talvolta dolosi, talvolta dovuti a semplice incuria, che hanno drasticamente ridotto la superficie della vegetazione arborea.